# Lieuran-Cabrières
Lieuran-Cabrières là một xã thuộc tỉnh Hérault trong vùng Occitanie phía nam nước Pháp. Xã này nằm ở khu vực có độ cao trung bình 112 mét trên mực nước biển. Dân số thời điểm năm 1999 là 184 người.
==Liên kết ngoài
- Official Lieuran-Cabrieres' website